# Pomorsko (gromada)
Pomorsko (do 28 lutego 1956 Brody) – dawna gromada, czyli najmniejsza jednostka podziału terytorialnego Polskiej Rzeczypospolitej Ludowej w latach 1954–1972.
Gromady, z gromadzkimi radami narodowymi (GRN) jako organami władzy najniższego stopnia na wsi, funkcjonowały od reformy reorganizującej administrację wiejską przeprowadzonej jesienią 1954 r. do momentu ich zniesienia z dniem 1 stycznia 1973, tym samym wypierając organizację gminną w latach 1954–1972.
Gromadę Pomorsko z siedzibą GRN w Pomorsku utworzono 29 lutego 1956 w powiecie sulechowskim w woj. zielonogórskim na mocy uchwały nr VII/14/55 WRN w Zielonej Górze z dnia 14 października 1955 w związku z przeniesieniem siedziby GRN gromady Brody z Brodów do Pomorsko i zmianą nazwy jednostki na gromada Pomorsko. Dla gromady ustalono 16 członków gromadzkiej rady narodowej.
Gromada przetrwała do 31 grudnia 1972, czyli do kolejnej reformy gminnej.